# یواس‌اس ال‌اس‌تی-۹۹۹
یواس‌اس ال‌اس‌تی-۹۹۹ (به انگلیسی: USS LST-999) یک کشتی بود که طول آن ۳۲۸ فوت (۱۰۰ متر) بود. این کشتی در سال ۱۹۴۴ ساخته شد.